# Parti populaire démocrate
Le Parti populaire démocrate (en espagnol : Partido Popular Democrático, abrégé en PPD) est un parti politique de Porto Rico qui représente les positions de ceux qui sont favorables au statu quo institutionnel du Commonwealth de Porto Rico, en tant que État libre associé aux États-Unis (ni indépendance ni État de l'Union).
Il a été fondé en 1938 par Luis Muñoz Marin et son président est Jesus Manuel Ortiz depuis 2023.

## Liste des présidents
- 1938-1972 : Luis Muñoz Marin
- 1972-1976 : Rafael Hernández Colón
- 1976-1984 : Miguel Hernández Agosto
- 1984-1992 : Rafael Hernández Colón
- 1992-1994 : Victoria Muñoz Mendoza
- 1994-1997 : Héctor Luis Acevedo
- 1997-1999 : Aníbal Acevedo Vilá
- 1999-2003 : Sila María Calderón
- 2003-2008 : Aníbal Acevedo Vilá
- 2008-2011 : Héctor Ferrer Ríos
- 2011-2016 : Alejandro García Padilla
- 2016-2017 : David Bernier
- 2017-2018 : Héctor Ferrer Ríos
- 2018-2020 : Aníbal José Torres
- 2020-2021': Carlos Delgado Altieri
- 2021-2023: José Luis Dalmau
- 2023-2025 : Jesus Manuel Ortiz
- Depuis 2025 : Pablo Hernández Rivera

## Résultats électoraux
| Année | Sièges  | +/–           |
| ----- | ------- | ------------- |
| 1968  | 26 / 51 | 26            |
| 1972  | 37 / 54 | 11            |
| 1976  | 18 / 51 | 19            |
| 1980  | 26 / 51 | 8             |
| 1984  | 34 / 51 | 8             |
| 1988  | 36 / 51 | 2             |
| 1992  | 16 / 51 | 20            |
| 1996  | 16 / 51 | en stagnation |
| 2000  | 30 / 51 | 14            |
| 2004  | 18 / 51 | 12            |
| 2008  | 14 / 51 | 4             |
| 2012  | 28 / 51 | 14            |
| 2016  | 16 / 51 | 12            |
| 2020  | 26 / 51 | 10            |

| Année | Sièges  | +/–           |
| ----- | ------- | ------------- |
| 1968  | 15 / 27 | 15            |
| 1972  | 20 / 29 | 5             |
| 1976  | 13 / 27 | 7             |
| 1980  | 15 / 27 | 2             |
| 1984  | 18 / 27 | 3             |
| 1988  | 18 / 27 | en stagnation |
| 1992  | 8 / 29  | 10            |
| 1996  | 8 / 28  | en stagnation |
| 2000  | 19 / 28 | 11            |
| 2004  | 8 / 27  | 11            |
| 2008  | 5 / 27  | 3             |
| 2012  | 18 / 27 | 13            |
| 2016  | 7 / 30  | 11            |
| 2020  | 13 / 27 | 6             |